# Opisthoxia laticlava
Opisthoxia laticlava là một loài bướm đêm trong họ Geometridae.